# Biing!
Biing! – Sex, Intrigen und Skalpelle ist eine erotische, satirisch-humorvolle Krankenhaus-„Simulation“ der Firma reline Software, die unter der Leitung von Olaf Patzenhauer im Jahre 1995 entstand. In dem Spiel muss der Spieler ein Krankenhaus namens Brainworm Memorial managen und möglichst viele „Lümmel“ (die Währung im Spiel) verdienen.

## Spielprinzip und Technik
Biing! ist eine Wirtschaftssimulation in Echtzeit. So muss darauf geachtet werden, dass nach Ablauf eines jeden Spieltages das eigene Konto im Haben ist. Sollte dies nicht der Fall sein, hat man das Spiel verloren. Geld verdienen kann man, indem man Patienten behandelt und dafür Rechnungen ausstellt. Zur Kundengewinnung stehen zum einen die typischen Instrumente einer Wirtschaftssimulation zur Verfügung, wie beispielsweise Werbung durch Laufburschen (Erfolgskriterium hierbei: Wie oft wurde der Laufbursche verprügelt), aber auch „exotischere“ Maßnahmen wie Schläger, die für weitere Patienten sorgen.
Um konkurrenzfähig zu bleiben (man spielt gegen mehrere Computergegner), muss man das eigene Krankenhaus ausbauen. Man kann im Spiel verschiedene Räume wie Behandlungszimmer, Zahnarztpraxen, Operationssäle etc. kaufen und ausbauen. Damit diese Räume sinnvoll funktionieren, muss man dafür geeignetes Personal einstellen. So ist bei den Bewerbungen von Krankenschwestern beispielsweise der Umfang der Oberweite wesentlich wichtiger als die Ausbildung, Ärzte benötigen in erster Linie ein gutes Golf-Handicap und Lageristen werden nach ihren Leberwerten ausgewählt.
Auf die meisten Aktionen hat der Spieler direkten Einfluss, zumindest am Anfang, während das Personal noch nicht über genügend Erfahrung verfügt, um selbstständig handeln zu können.
Trotz des vordergründigen Humors und der Erotik hat jede Entscheidung des Spielers unmittelbare Auswirkungen auf den Spielverlauf.
Das Spiel ist komplett im gleichen Comic-Stil wie beispielsweise Wet – The Sexy Empire oder Mag!!! gezeichnet. Jeder Raum besteht aus einem Hintergrund mit Gegenständen und einem Vordergrund, in dem die aktuellen Personen (Ärzte, Patienten) gezeigt werden. Das Spiel besitzt keine Animationen, Bewegungen werden in wenigen Fällen durch das Hin- und Herschalten zwischen zwei Grafiken angedeutet.
Sämtliche Räume sind gespickt mit sexuellen Anspielungen: Befindet sich eine Krankenschwester im Raum, kann diese meist durch einen Mausklick zum Strippen gebracht werden, was das Spiel auch grafisch darstellt.
Verantwortlich für die Grafiken sind Ogan und Celâl Kandemiroğlu, die in den 1990er-Jahren die Grafik zahlreicher deutscher Spiele gestalteten. Manche der Biing-Grafiken waren auch im britischen Comic Wicked Wanda zu sehen. Zum Beispiel ist der Zahnarzt der Wicked-Wanda-Charakter Homer Sapiens.

## Produktionsnotizen
Das Intro des Spiels hat nichts mit dem Spiel selbst zu tun. Es handelt von einer „Prinzessin Rosenrot“, die von einem Weltraumaggressor gefangen wurde und von einem Helden gerettet werden soll. Die letzten Worte im Intro sind ein Sample aus dem Monty-Python-Film Die Wunderbare Welt der Schwerkraft: „Kommen wir nun aber zu was völlig anderem“ – daraufhin startet das Hauptprogramm. Auch der Name des Spiels ist von einem Monty-Python-Film inspiriert worden: In Der Sinn des Lebens benennt John Cleese als Chefarzt verschiedene medizinische Geräte, unter anderem die teuerste Maschine des ganzen Krankenhauses und das Gerät, das immer „Biing!“ macht.
Nachdem die Disketten-Version für ihren Sexismus angeprangert worden war, gab es in der wenige Monate später erschienenen CD-Version einige kleinere Veränderungen: So wurde keine Statistik mehr über die durchschnittliche Oberweite der Krankenschwestern geführt (Ranking aller Krankenhäuser mit direkter Auswirkung auf die Patientenmeinung), sondern kurzerhand die Arbeitserfahrung zum wichtigsten Merkmal erklärt. Ferner wurden einige Grafiken entschärft. So verschwanden beispielsweise Vibratoren aus dem Personalbüro und die Grafik des Golf-Raumes wurde komplett ersetzt, da die in der Disketten-Version mit gespreizten Beinen vor dem Golf-Loch sitzende Krankenschwester wohl als zu sexistisch empfunden wurde.
Während der Credits zu Beginn ist die Titelmusik der Fernsehserie Die Schwarzwaldklinik zu hören, bei der Übersichtskarte erklingt Crockett’s Theme von Jan Hammer.
Eine Strandbar in einem Freizeitbad im rumänischen Arad trug den Namen Biing 2. Die Bar wurde von einem ehemaligen Geschäftspartner von reLine Software betrieben, jedoch nach dem Ende der Saison 2007 geschlossen.
Im Jahr 1999 veröffentlichte reLINE einen Nachfolger zu Biing!. Diesmal musste man kein Krankenhaus managen, sondern eine Urlaubsanlage. Im zweiten Teil wurde noch mehr Augenmerk auf die Erotik gelegt (es wurden wesentlich mehr Nacktfotos etc. verwendet und detailliertere Grafiken). Es gibt einige technische Schwierigkeiten bei der Unterstützung von Windows 2000 und späteren Windows-Versionen, welche jedoch durch Fan-Patches behoben wurden.

## Rezeption
Aufgrund der bis dato beispiellosen Kombination von Wirtschaftselementen, Satire und Erotik war die Fachpresse gespalten. Die deutsche Power Play lobte den Managementaspekt des Spiels, der „innovativ, durchdacht und logisch“ sei. Kritisiert wurde der „ins Geschmacklose abrutschende Stammtisch-Humor“.
- Amiga Games: „Award“ 87 %
- Amiga Joker: „Hit“ 86 %
- Amiga-Magazin: „Tip“ 95 %
- PC Games: „Award“ 88 %
- Playtime: „Star“ 89 %

Biing! wurde von der Amiga Games zum „Spiel des Jahres 1995“ gekürt.